# Airbus A330
« A330 » redirige ici. Pour les autres significations, voir A330 (homonymie).
Dimensions
L'Airbus A330 est un avion de ligne long-courrier de moyenne capacité construit par l'avionneur européen Airbus depuis 1992. Il partage son programme de développement avec le quadriréacteur A340, à la différence près que l'A330 s'attaque directement au marché ETOPS des avions biréacteurs gros porteurs.
L'A330 partage avec l'A340 le fuselage et les ailes (sauf A340-500 et A340-600), fuselage qui lui-même est en grande partie emprunté à l'Airbus A300 ; la conception du cockpit est partagée avec l'A320.

## Histoire

### Genèse de l'A330

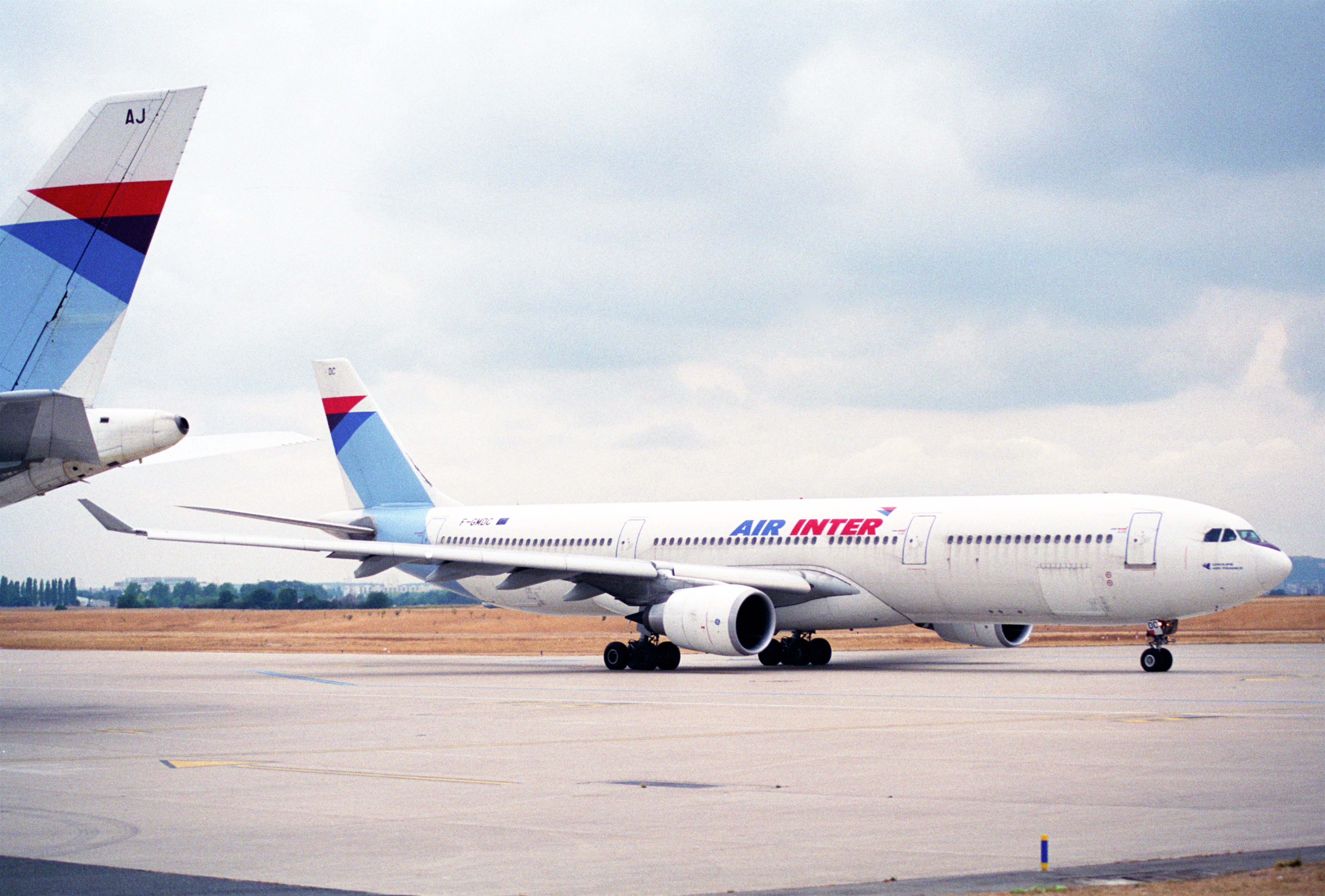
Air Inter fut la compagnie de lancement de l'A330 ; mais, constatant que cet appareil ne convenait pas pour des vols court-courriers, la compagnie cessa très vite son exploitation.

Dès la création d'Airbus en 1970, plusieurs variantes de l'A300 sont mises à l'étude afin d'offrir des versions avec de plus grandes capacités ou de plus longs rayons d'action.
Après le lancement de l'A310 en 1978 et de l'A300-600 en 1981, Airbus décide d'étudier un projet reprenant la section de fuselage de l'A300/310 mais avec une voilure nettement plus grande ; provisoirement baptisée TA9, avec pour objectif de concurrencer le nouveau Boeing 767 en proposant un appareil avec une autonomie de plus de 10 000 km.
Afin de réduire les coûts de développement, les premières études ont conduit Airbus à lier rapidement ce projet avec le projet TA11, un nouveau quadriréacteur très long-courrier. De fait, avec une carlingue identique et un poste de pilotage repris du programme A320, l'A330 partage la même ligne de production que l'A340.
L'avionique complètement nouvelle, dérivée de celle de l'A320, et l'évolution de la structure du fuselage comme de la voilure font de cet avion moyen et long-courrier A330 / 340 un programme nouveau. La section retenue, celle de l'A300/310, obéit alors simplement aux mêmes critères de confort et d'optimisation du nombre de couloirs par rapport aux rangées de sièges. Le choix d'une communité maximale entre le bimoteur et le quadrimoteur visait à encadrer autant que possible le produit qui assurait à Boeing une rente de situation sur le créneau des gros porteurs long-courriers : l'A330 devait permettre de créer une concurrence crédible au B747 pour le coût au siège tandis que l'A340 avait pour mission de remettre en cause le monopole du long-courrier Boeing sur les grandes distances, notamment sur les routes à plus faible fréquentation.
C'est en juin 1987, lors du Salon du Bourget, que le programme A330/A340 a été officiellement dévoilé par Jean Pierson, alors à la tête du consortium Airbus. Les premiers clients seront trois compagnies aériennes qui opéraient des A300, à savoir Air Inter, Thai Airways International et Malaysia Airlines. Le 14 décembre 1989, Air Inter, la compagnie de lancement, passait commande ferme de 14 A330, assortie d'une prise d'options sur 14 appareils supplémentaires.
Son premier vol a eu lieu le 2 novembre 1992 après plusieurs semaines d'essais au sol. C'est la compagnie Air Inter qui, la première, a mis en service un A330-300 le 17 janvier 1994.

### Première génération (A330-200 et A330-300)
En profitant des matériaux communs avec l'A340, l'A330-301 obtint la certification ETOPS120 le 29 avril 1994. À la suite de l'amélioration de la fiabilité, ce type réalisa ETOPS-180 le 6 février 1995, suivi d'autres types entre 1995 et 2009. Tous les modèles passagers bénéficient dorénavant de la certification ETOPS240, depuis le 13 octobre 2009. L'A330 est le premier appareil qui a obtenu la certification ETOPS plus de 180 minutes. Depuis cette date, la visite d'entretien D-check, particulièrement coûteuse pour les clients, est dorénavant effectuée tous les 12 ans, au lieu de 10 ans auparavant. De même, la visite A-check n'est plus réalisée qu'après 800 heures de vol à la place de 600 heures. De surcroît, quelles que soient les conditions météorologiques, tous les A330 sont capables d'effectuer l'atterrissage automatique selon la catégorie III, sauf quelques premiers appareils (-301/321/322), à condition de la présence de l'équipement adéquat à l'aéroport.
L'A330 classique conservait, depuis 2002, un record du monde dans la catégorie des long-courriers de 200 à 250 tonnes de masse maximale au décollage, avec 16 903 km de vol sans escale, jusqu'à l'arrivée du Boeing 787 en 2011.
Le 29 novembre 2012, Airbus a présenté deux nouveaux types disponibles à partir de 2015. Avec une masse maximale au décollage de 242 tonnes, l'A330-200 est désormais capable d'effectuer 13 350 km de vol, ainsi que transporter 3,5 tonnes de plus de fret que le type actuel. De même l'A330-300 a dorénavant 11 200 km d'autonomie avec 5 tonnes supplémentaires de fret, grâce à un réservoir central tout comme l'A330-200. Comme le développement de la version -800 de l'A350 XWB fut repoussé en faveur de la version -1000, ces types d'A330 ont contribué à la transition vers l'A350.

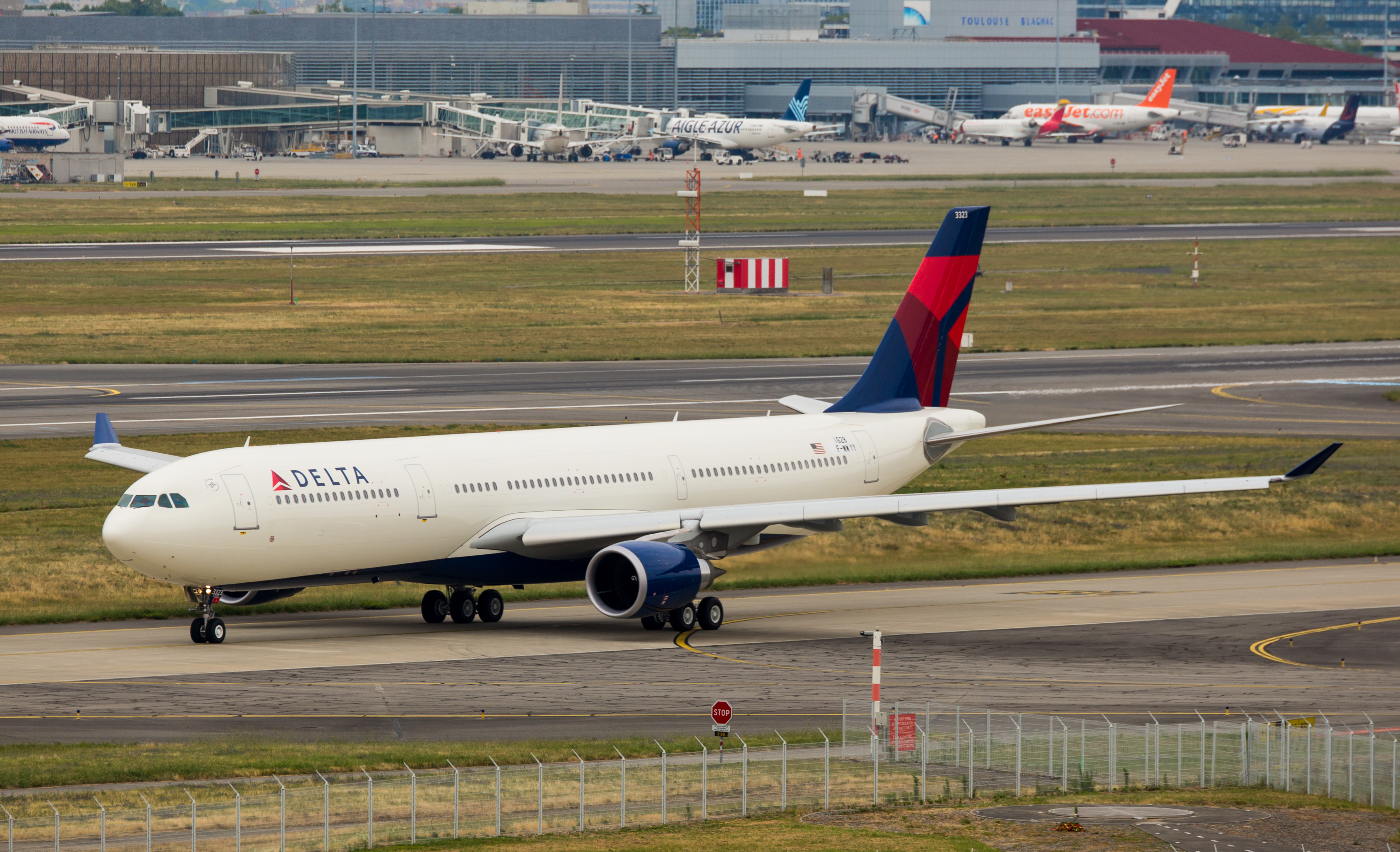
Un des premiers A330 de type 242T en vol d'essai à Toulouse en juillet 2015.

Le 19 juillet 2013, le constructeur livra son millième A330 à la compagnie Cathay Pacific. Il s'agit du troisième appareil d'Airbus qui atteint ce nombre, après l'A320 et l'A319, et plus tôt que l'A321. Alors que les premiers A330 fabriqués sont en train de quitter les flottes, à partir de septembre 2013, plus de 1 000 avions sont exploités.
Le 4 septembre 2013, la compagnie Delta Air Lines officialisa la commande de dix Airbus A330-300. Celle-ci n'avait acquis aucun Airbus depuis 20 ans après avoir éliminé de sa flotte composée de l'A310, si elle exploite cependant actuellement plus de 150 appareils Airbus, hérités de la fusion avec Northwest Airlines.
Le 1er avril 2015, Airbus annonçait que le premier type de cette version, A330-302 de 242 tonnes et du réacteur CF6-80E1A4, avait obtenu la certification de l'Agence européenne de la sécurité aérienne. Les vols d'essai avaient été effectués grâce à deux appareils, destinés l'un à Delta Air Lines, l'autre au programme du KC-45A. Cette certification a été suivie de celles des versions Rolls-Royce et Pratt & Whitney. La version de 242 tonnes présentait une première évolution vers la version "neo" de l'A330, certaines modifications telles que des améliorations aérodynamiques ayant déjà été incorporées. Enfin, à la suite de la certification de la FAA au début de mai, le premier exemplaire fut reçu par Delta Air Lines le 28 mai 2015. Le type -200 242T aussi fut certifié par l'AESA en septembre 2015, amorçant la transition progressive vers le modèle -800.

### Seconde génération neo (A330-800 et A330-900)
Après l'arrêt de la commercialisation de l'A340 et devant le succès de la version neo (New Engine Option) de l'A320, Airbus a confirmé en janvier 2012 réfléchir à la possibilité de proposer une version améliorée de l'A330 remplaçant l'A340-200 et évitant ainsi de laisser le Boeing 787-8 sans concurrence : le PDG précisa le 13 janvier 2014 que la remotorisation était toujours envisageable, surtout pour la version 200 face au Boeing 787-8, mais que cela représentait un investissement important pour Airbus.
Au cours de l'année 2014, à la suite de nombreuses conversions et annulations de l'A350XWB-800, qui ne comptait que 34 appareils à la fin du mois de mars, le projet de l'A330neo apparut nécessaire, et ceci pour permettre à l'A350XWB de mieux affronter la concurrence du nouveau Boeing 777X. Cependant, contrairement au programme A320neo face au Boeing 737 Max, encore fallait-il pouvoir diminuer de façon significative l'écart de performance et de rentabilité entre l'A330 et le B787 avant de lancer la version remotorisée.
Airbus a finalement annoncé le 14 juillet 2014, lors du salon aéronautique de Farnborough, le lancement de versions remotorisées de l'A330. La nouvelle génération des A330-800 et A330-900 venant donc désormais se substituer respectivement à l'A330-200 et à l'A330-300 dès la fin de l'année 2017.
Après avoir annoncé deux baisses de cadence pour les A330 en octobre 2014 et février 2015 pour passer de dix à six unités par mois, Airbus annonce en février 2016 repasser début 2017 à au moins sept avions par mois, après deux fortes commandes de China Aviation Supplies (en) et d'Iran Air avant le lancement des versions NEO.
L'A330neo a effectué son premier vol le 19 octobre 2017 à Toulouse.

## Versions civiles

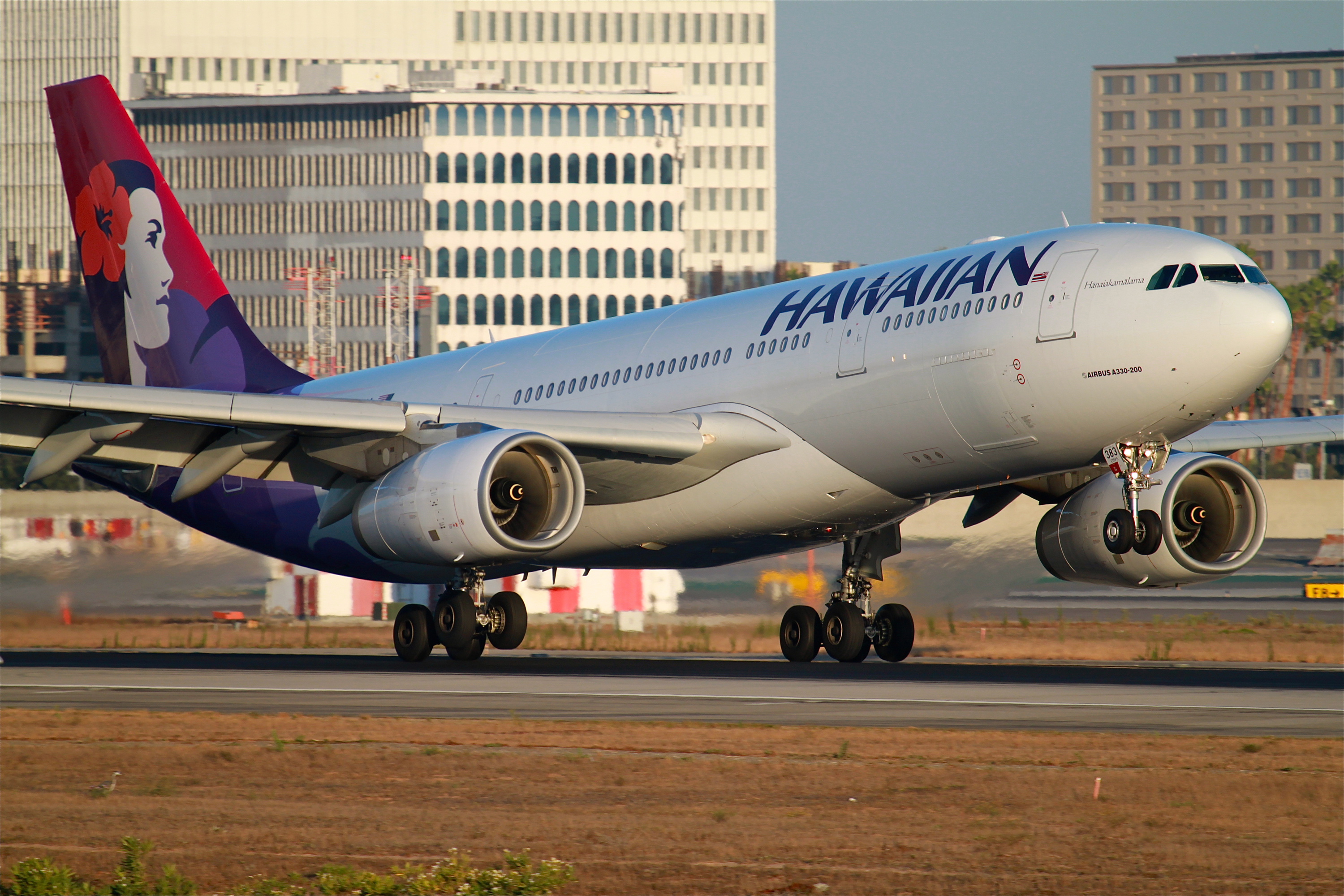
Idéalement adaptés au réseau de Hawaiian Airlines, les A330-243 remplacèrent rapidement d'anciens B767ER.

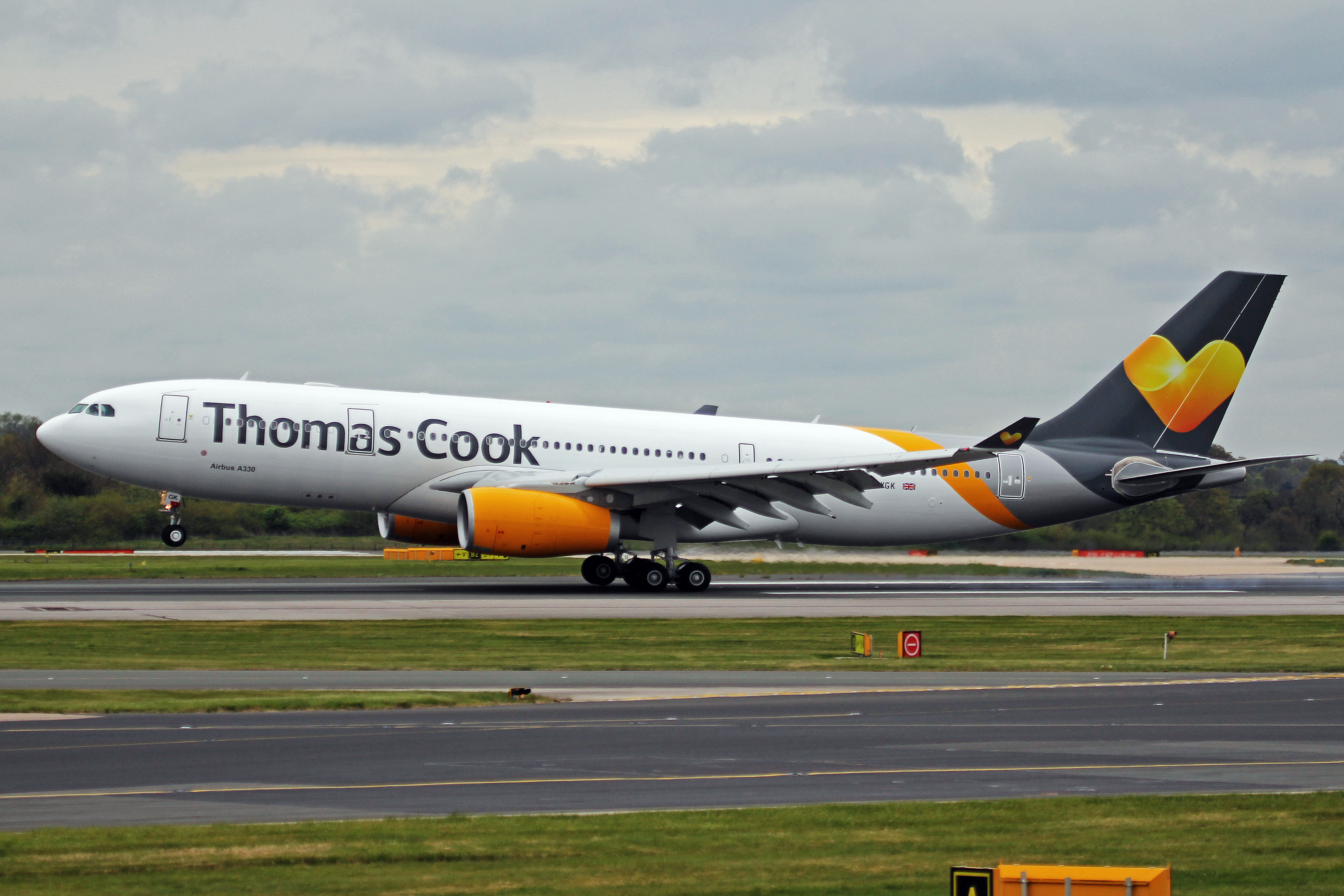
Cet appareil militaire est loué en version civile à Thomas Cook Airlines, illustrant une excellente flexibilité.

### A330-200
Lancé le 24 novembre 1995, l'A330-200 fut développé sur la base de l'A330-300. Le prototype effectua son premier vol d'essai le 13 août 1997.
En comparaison de l'A330-300, il possède un fuselage plus court de 5 mètres (presque identique à celui de l'A340-200), ce qui se traduit par une réduction de l'emport de passagers, mais l'emport de carburant est par contre largement accru grâce aux réservoirs de carburant supplémentaires. Après le développement, Airbus améliora son autonomie jusqu'à 12 600 km, qui est toujours supérieure à celle de l'A330-300 de 2 000 km. Hautement performant comme moyen/long-courrier, il s'inscrit comme la solution au problème autonomie/coût. En outre, sa capacité d'emport de fret est supérieure à celle d'un 747, malgré le volume des passagers et des bagages. Cet appareil répond donc à la demande créée par la multiplication des vols directs intercontinentaux, il répond au 767-300ER de Boeing.
Selon le réacteur utilisé, il existe cinq modèles : A330-201/202/203/223/243. La première certification fut octroyée à l'A330-202 le 31 mars 1998 tandis que l'A330-223 obtint la sienne le 13 juillet en faveur de la première livraison à Korean Air.
L'A330-200 est principalement exploité sur des lignes long-courriers à capacité moyenne, ou encore comme « défricheur » ou découvreur de lignes. Ainsi, Korean Air, le premier client, passa commande de trois exemplaires afin d'optimiser ses vols entre Séoul et Honolulu. En 2009, cette compagnie devint de nouveau le premier client de la nouvelle version de l'A330-200 avec 12 600 km d'autonomie, en passant commande de 6 appareils de ce type. Si la règle de la sécurité pour l'évacuation n'autorise que jusqu'à 375 sièges, une variante de l'A330-200 peut accueillir 406 passagers avec une modification de porte.
Depuis cela, l'aéroport d'Honolulu, le plus isolé au monde, accueille toujours cet appareil. De fait, la compagnie Hawaiian Airlines, un des nouveaux clients d'Airbus, annonça le 29 novembre 2010 qu'elle avait augmenté l'acquisition des A330-243, après avoir exploité ses premiers appareils. En bénéficiant d'ETOPS-240, ses A330-243 sont capables d'effectuer les vols sans escale entre Honolulu et tous les aéroports aux États-Unis. De plus, il lui faut une haute fiabilité de sorte que les appareils puissent effectuer leurs vols sur l'océan Pacifique sans aucune difficulté. En juin 2015, en attendant la livraison d'un autre exemplaire, la compagnie exploitait 21 A330-243, selon le site d'Airbus.
Cependant, cet appareil souffre parfois de la politique menée par Washington et ce avant même que le contrat du KC-45 ne soit perdu. En effet, El Al avait choisi et passé commande des A330 en 1999, pour remplacer quelques exemplaires de B747 vieillissants reliant Tel Aviv à l'Europe. Toutefois, aussitôt le contrat dévoilé, la Secrétaire d'État des États-Unis Madeleine Albright le dénonça en raison d'un soutien annuel de 4 milliards de dollars à Israël. Finalement, Washington menaça Israël jusqu'à ce qu'El Al repousse indéfiniment la livraison des A330.
La position d'Airbus semblant évoluer au début de l'année 2014, en envisageant d'augmenter les capacités de l'A350-800 pour s'approcher de celle du Boeing 787-9, l'A330-200 deviendrait alors le seul véritable concurrent du Boeing 787-8, ce qui pourrait nécessiter une motorisation plus performante mais aussi pour le groupe Airbus d'engager de nouveaux investissements assez importants d'où une certaine prudence du PDG Fabrice Brégier. Le 14 juillet 2014, lors du salon aéronautique de Farnborough, le lancement de l'A330-800neo, version remotorisée de l'A330-200, a été officialisé.

#### ACJ330-200

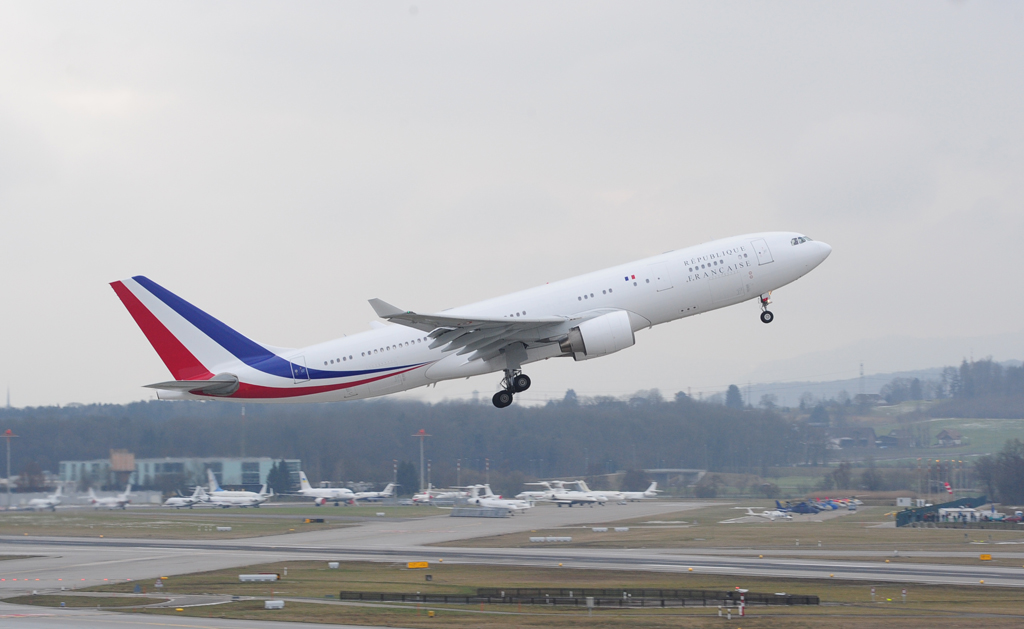
Appareil gouvernemental français.

Il s'agit de la version VIP de l'A330-200. Ainsi, en novembre 2010, un A330-223 de l'armée de l'air française, acquis auprès d'Air Caraïbes, commença à effectuer les vols destinés aux VIP gouvernementaux français, notamment au président, en remplaçant 2 A319CJ.
Selon la statistique officielle d'Airbus, le 31 juillet 2014, en profitant de leur rayon d'action, 32 ACJ330-200 s'exploitaient en tant que version VIP ou gouvernementale tandis que neuf appareils seront encore livrés.
Comme la cabine de l'A330-200 MRTT est entièrement disponible en faveur des passagers, désormais les A330-200 MRTT gouvernementaux assurent des coûts d'exploitation plus bas. Avec leur excellente autonomie, les appareils seront utilisés, tantôt pour le transport VIP, tantôt en mission militaire tel le ravitaillement. Le gouvernement britannique ainsi que celui de l'Australie décidèrent de convertir certains MRTT en version VIP.

#### A330-200F

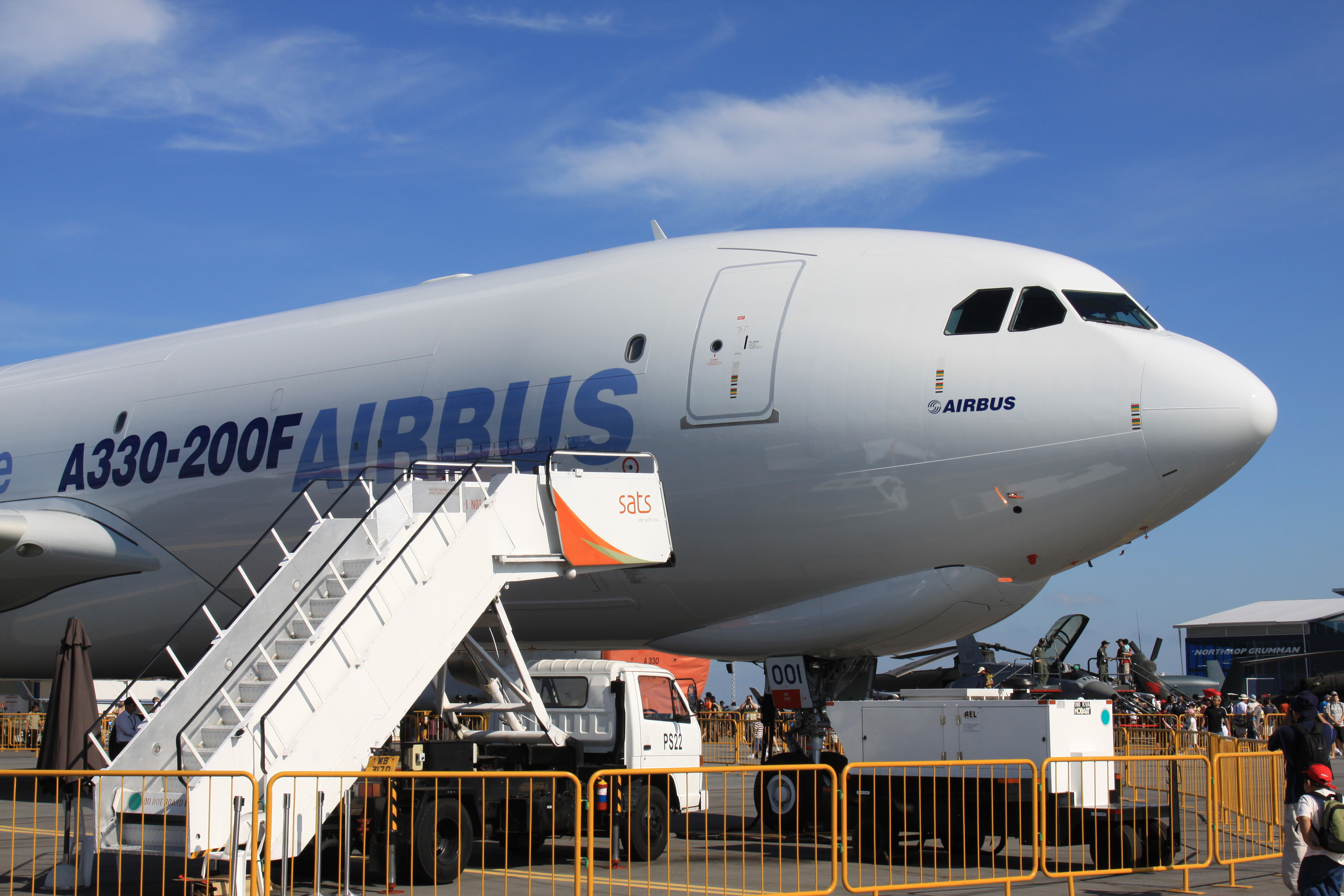
Prototype de la version cargo. La bosse ajoutée pour loger le train avant repositionné est visible.

L'absence de commandes de vol électriques et le manque d'éléments communs avec le reste de sa gamme conduisirent Airbus à réfléchir dès 1994 au remplacement de l'A300F par une version fret de l'A330. Mais devant le nombre important de commandes d'A300F, notamment par UPS en 2001, Airbus jugea longtemps que ce projet n'était pas sa priorité. De ce fait, l'A330-200F ne fut officiellement proposé qu'en 2006 au Farnborough Air Show et il reçut l'accord d'industrialisation en janvier 2007. Sa mise en service était alors prévue pour 2010, à comparer à fin 2009, date annoncée lors du lancement officiel du programme.
Cet avion cargo civil a une plus grande autonomie que l'A300-600F qui n'était plus proposé par le constructeur depuis 2007 : cet appareil était conçu pour transporter 64 tonnes sur 7 400 km, ou 69 tonnes sur 5 930 km. Toutefois, la performance de ce modèle est meilleure que prévu : le 9 avril 2010, l'EASA décerna à Airbus son certificat avec 70 tonnes de charge utile, à savoir une tonne de plus, en faveur des A330-223F ainsi qu'A330-243F.
Les principales modifications visibles par rapport au modèle de base sont la disparition des hublots, l'addition d'une porte latérale de chargement cargo de grandes dimensions (3,58 × 2,56 m)  ainsi que celle d'une bosse (ou blister) sous l'avant du fuselage. Cette bosse permet de loger le train avant dont le point d'attache a été abaissé afin que l'avion ait une assiette horizontale au sol, ce qui facilite le chargement et le déchargement,.
Le premier vol d'essai de l'A330-243F eut lieu le jeudi 5 novembre 2009 à Toulouse. Ce type est équipé du réacteur Rolls-Royce RB211 Trent 772B-60 avec une poussée 317 kN au décollage et de 283 kN lors de la croisière. Après avoir profité d'une présentation lors du Salon aéronautique de Farnborough, le premier client Etihad Crystal Cargo reçut son 1er appareil le 9 août 2010. Cette livraison fut suivie de celle de Hong Kong Airlines le 3 septembre. L'A330-223F peut être équipé des moteurs PW4170, PW4168A ou PW4168A-1D (312 kN et 305 kN au décollage).
Les A330-223F et A330-243F sont, par ailleurs, autorisés pour l'atterrissage selon la catégorie III, surtout lors de conditions météorologiques défavorables.
Fin 2014, le constructeur européen comptait 30 A330-200F étaient en service. Or, Airbus précisa en novembre 2013 que la fiabilité d'exploitation atteignait jusqu'à 99,6 %, en assurant 400 heures de vols par mois. En dépit de cette fiabilité, l'A330-200F n'est autorisé que ETOPS180.
Devant le succès du B777F dont la capacité est supérieure, la construction de l'A330-243F cessa en 2017, avec 38 exemplaires de production. Airbus trouva une solution, à la base de l'A350-1000, ce qui pourra être le concurrent direct de l'appareil Boeing.

#### A330P2F (A330-200P2F et A330-300P2F)
Le 15 février 2012, lors du Salon de Singapour 2012, Airbus annonça un programme de conversion d'A330P2F (Passenger TO (two) Freighter), en signant un mémorandum d'entente avec EADS EFW (EADS Elbe Flugzeugwerke) et la société singapourienne ST Aerospace. Encore faut-il attendre, jusqu'à ce que le constructeur européen précise les détails de spécifications qui seraient déjà terminés. Cependant, ce projet, lancé notamment d'après une forte intention de Qatar Airways, fut déjà financé en mai 2012.
On retrouve, comme sur l'A330-200F l'addition d'une porte cargo latérale et la suppression des hublots mais l'adoption d'un système de chargement/déchargement motorisé à rendu superflu le repositionnement du train avant - et la bosse associée sous l'avant du fuselage - que l'on trouve sur ce modèle.
Alors que la charge utile de l'A330-200F varie entre 60,1 tonnes et 65,1 tonnes, celle de l'A330-200P2F était fixée à 59 tonnes ainsi que celle de l'A330-300P2F 61 tonnes. La première livraison fut tenue en décembre 2017, qui était destinée à la société DHL Express.
L'année 2022 est remarquée par une commande importante d'Air Transport Services Group (ATSG), qui a le vent en poupe grâce à une immense évolution du e-commerce auprès du groupe Amazon. Cette commande compte 29 appareils d'A330-300P2F dont la charge utile est 63 tonnes, en comparaison de 53 tonnes de B767-300F qu'ATSG exploite actuellement. Il est à noter qu'EADS EFW avait converti 72 A300-600F auparavant.
En septembre 2022, EADS EFW effectua sa 20e livraison d'A330P2F, ce qui signifie le succès du programme.

### A330-300

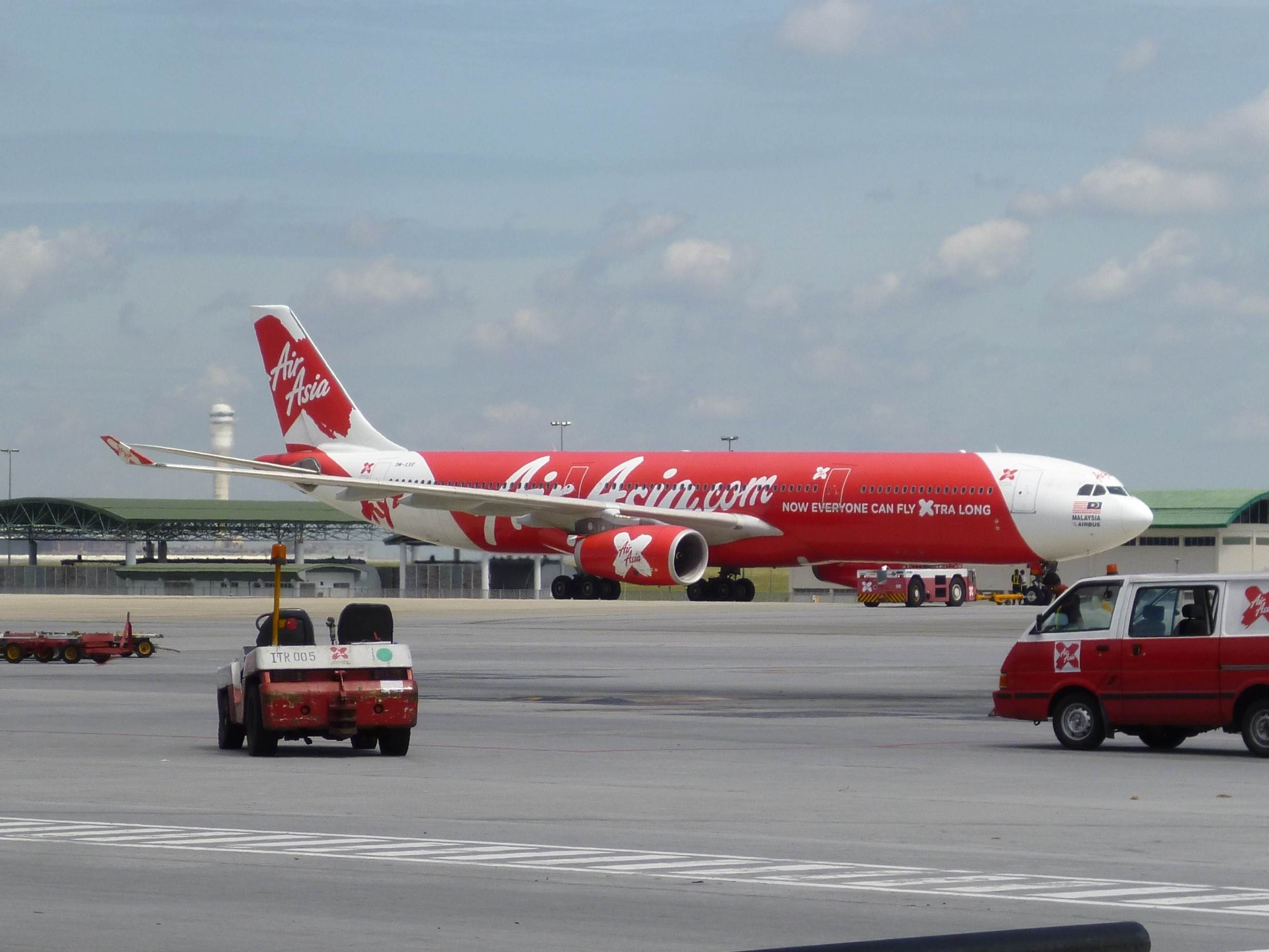
Un A330-300 d'Air Asia X à l'aéroport de Kuala Lumpur

L'A330-300 (l'A330 simplement jusqu'à ce que l'A330-200 soit lancé) est un biréacteur d'Airbus initialement conçu pour les vols moyen-courriers. À la suite d'une amélioration, cet appareil devint de plus en plus adapté aux long-courriers. Mais lors du développement, le constructeur distinguait : le quadriréacteur A340 équipé du moteur CFM56 en tant que long-courrier et le biréacteur A330 comme moyen-courrier. Il est vrai qu'Airbus connut un grand succès avec cette stratégie auprès de Cathay Pacific qui passa commande des  deux types ayant la même dimension. En effet, elle ne possédait, depuis ses B707, que des appareils équipés des réacteurs fabriqués par Rolls-Royce, en raison d'un contrat exclusif. Enfin, l'évolution de ETOPS bouleversa la situation.
L'A330-300X, puis l'A330-300E, furent donc développés en remplaçant l'A340. Ces suffixes -300X et -300E sont cependant ceux de catalogue et il ne s'agit pas de certification. De même, pour le type -200, il n'existe pas de suffixe.
L'A330-300 peut accueillir 375 passagers selon la règle de sécurité. Ainsi, certains appareils d'Air Transat adoptent exactement 375 sièges, en profitant de cette autorisation. Si l'appareil est construit avec une modification de portes, 440 sièges sont autorisés. Les A330-343 destinés à Lion Air, nouvel utilisateur en 2015, disposent de 440 sièges. Ces appareils furent vendus afin de remplacer des B747. Comme l'A330-300 Régional envisage 400 passagers, cette spécification sera désormais plus adoptée.
Le 12 janvier 2015, le prototype de l'A330-300 avec 242 tonnes de masse maximale au décollage réussit son premier vol d'essai.
Avant que ce modèle ne se développe, aucun A330-300 n'était équipé d'un réservoir central.

#### A330-340 motorisé par Rolls-Royce

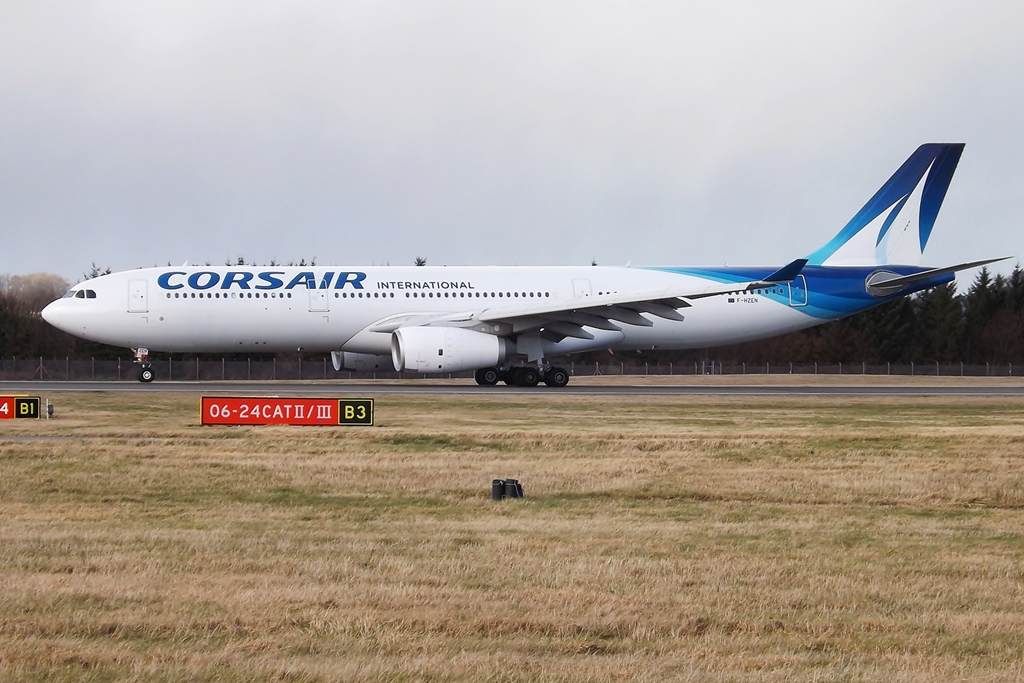
Un Airbus A330-300 équipé de moteurs Rolls-Royce

Les réacteurs de Rolls-Royce équipent la série A330-341/342/343/343X/343E. Les deux premiers, A330-341/342, obtinrent leur certification le 22 décembre 1994. L'A330-341 motorisé par le RB211 Trent 768-60 (2 × 268,7 kN) n'existe qu'en 6 exemplaires acquis par Garuda Indonesia. L'A330-342 est équipé d'une version plus puissante, le Trent 772-60 (2 × 282,7 kN). Ce dernier et le Trent 772B-60 sont quasiment identiques. Mais, après le décollage, le réacteur Trent 772B-60 est capable, à partir de 2 000 pieds d'altitude et jusqu'à 8 000 pieds, d'assurer plus de poussée supplémentaire dont les A330-343/343X/343E dans le catalogue bénéficient. Ces derniers, selon la certification un seul modèle -343, furent certifiés le 13 septembre 1999. Afin de moderniser et d'optimiser sa flotte, Corsair International reçut, le 27 novembre 2012, le premier de deux A330-343E assurant 5 tonnes supplémentaires de masse maximale au décollage, soit 235 tonnes, pour des raisons de cohérence avec ses 2 A330-243. Le dernier modèle apparu en 2005, le Trent 770C-60 peut offrir plus de poussée même dès 8 000 pieds (2 400 m).
Ce moteur est plus vendu que ceux de General Electric CF6-80E1A et de Pratt & Whitney PW4168, en raison de sa poussée supplémentaire, notamment dans les régions plus chaudes qui ont besoin de plus de puissance de réacteur. De fait, pendant plus de trois ans de 2012 à 2015, le réacteur RB211 Trent 700 conservait 60 % de nouveaux contrats pour l'A330.

#### Prototype A330-301 et premier vol commercial

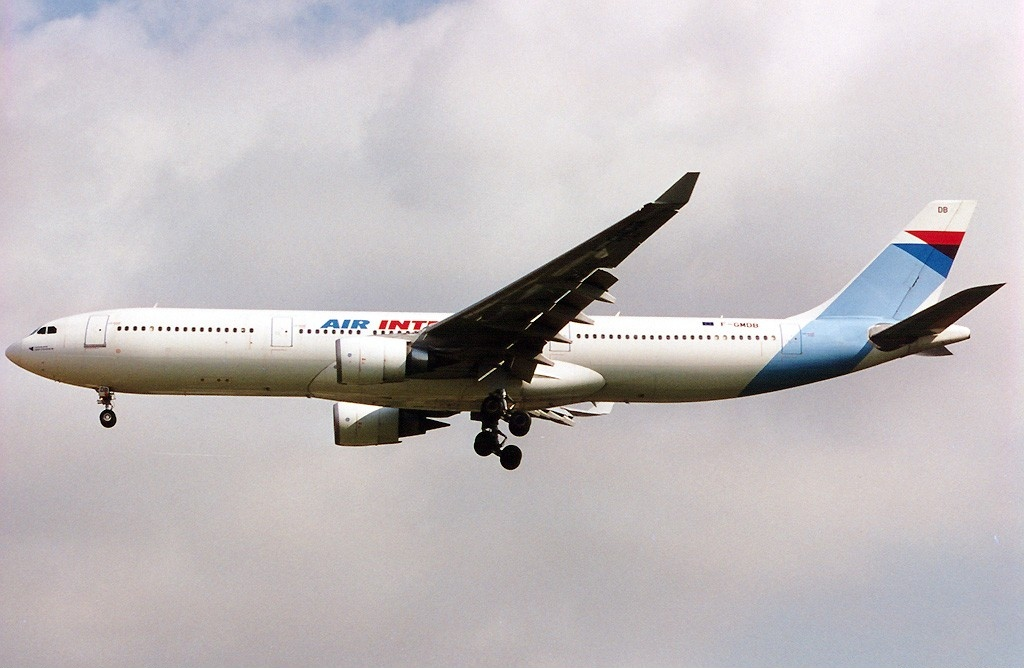
Cet appareil d'Air Inter effectua le premier vol commercial de l'A330, le 17 janvier 1994. Son rayon d'action ne dépassait pas 7300 km.

Le 2 novembre et le 3 décembre 1992, deux A330-301 prototypes effectuèrent leurs premiers vols. Ils étaient motorisés avec le réacteur General Electric CF6-80E1A2 (2 × 287 kN). Ces prototypes furent vendus à Cathay Pacific en 1996 et en 1997, après avoir été convertis en A330-342 équipés de Rolls-Royce Trent 772-60 (2 × 282,7 kN).
À la suite de la certification de l'A330-301 le 21 octobre 1993, le premier vol commercial fut achevé le 17 janvier 1994, entre l'aéroport de Paris-Orly et celui de Marseille, par le premier appareil d'Air Inter livré le 30 décembre 1993. Afin d'améliorer la productivité, cet appareil adoptait une configuration dense, en 3-3-3 de rangée, qui comptait 412 sièges. Comme prototypes, deux réacteurs General Electric CF6-80E1A2 (2 × 287 kN) équipaient cet exemplaire.
Les premiers clients étaient un certain nombre de compagnies aériennes possédant des A300, y compris Air Inter, Thai Airways International et Malaysia Airlines. Toutefois, afin de remplacer simplement l'A300, l'A330 est un appareil trop gros et trop lourd. Ainsi, les frais d'atterrissage et de parking facturés par les aéroports sont plus élevés. C'est la raison pour laquelle Air Inter ne reçut que 4 appareils dont le 4e exemplaire quitta la flotte le 23 juin 1996 après avoir effectué seulement 2 979 heures de vol et 3 214 cycles. La compagnie française sortit de sa flotte définitivement l'A330 le 25 octobre 1996 et repoussa la livraison de 10 exemplaires commandés ferme dont Air France gardait le contrat à la suite de leur fusion.

#### A330-300 motorisé par General Electric
Grâce à l'amélioration technique, il existe également plusieurs types selon les moteurs fabriqués par General Electric : A330-301/302/302X (seulement dans le catalogue et non certification)/303. Le réacteur CF6-80E1A4 (2 × 297,44 kN), une version plus puissante, équipe les A330-302/302X. Le CF6-80E1A4B est sa variante qui assure une poussée supplémentaire pendant quelques instants, tout comme le moteur Rolls-Royce Trent 772B-60. L'A330-303 équipé de CF6-80E1A3 (2 × 304,8 kN) fut seulement acquis par Qantas auparavant. La compagnie australienne utilisait auparavant les réacteurs de Rolls-Royce. KLM Royal Dutch Airlines devint son deuxième client, à la suite de la livraison de son premier exemplaire équipé le 29 février 2012, tandis que XL Airways France reçut le sien le 30 novembre 2012. Les A330-302/303, nouveaux modèles, n'avaient obtenu leurs certifications que le 17 mai 2004
China Airlines exploite actuellement le plus grand nombre de versions General Electric en février 2015, à savoir une flotte de 24 A330-302.

#### A330-320 motorisé par Pratt & Whitney

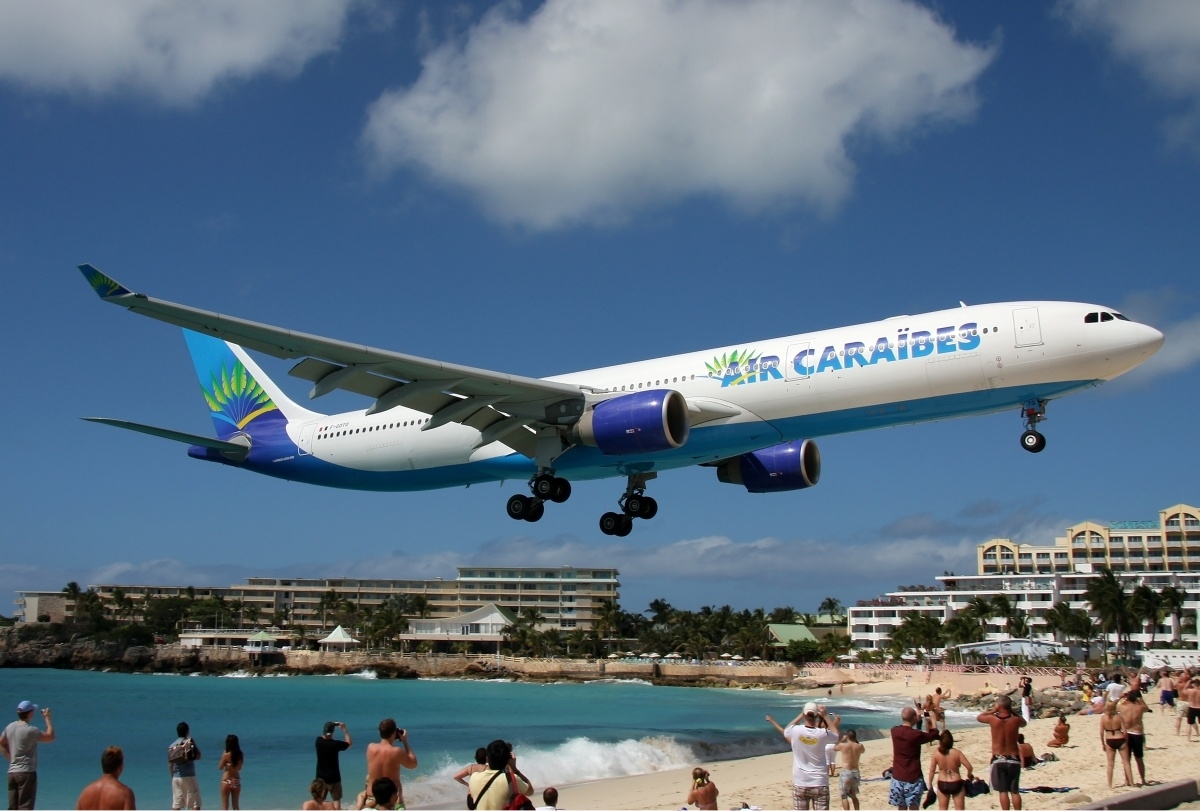
Un Airbus A330 équipé de moteurs Pratt & Whitney.

L'A330 se caractérise par la variété de réacteurs disponibles : tous les réacteurs de trois fabricants dans cette catégorie sont disponibles. Ainsi les compagnies aériennes peuvent également sélectionner ceux de Pratt & Whitney.
Le constructeur trouva son premier client auprès de Thai Airways International. Le réacteur PW4164 (2 × 284,68 kN) équipe son premier A330-321, certifié le 2 juin 1994. À la suite d'amélioration de moteur, Airbus propose plusieurs types aux clients : A330-321/322/323/323X/323E. La version révisée PW4168 ou PW4168-1D (2 × 302,48 kN) équipe l'A330-322. Le réacteur variant réservé aux A330-323/323X/323E, PW4168A ou PW4168A-1D, est capable d'assurer plus de poussée, même après le décollage. Cette puissance supplémentaire est également disponible lors du décollage si la température d'air sur la piste est très élevée.
Air Caraïbes possède quatre A330-323X.
Le dernier réacteur de ce fabricant est le PW4170, destiné au dernier type -323.

#### A330-300 Régional
En raison de l'augmentation du prix de kérosène, les compagnies aériennes ont tendance à préférer l'optimisation de l'exploitation au rayon d'action de l'A330 modernisé. L'A330-300 Régional pourra transporter deux fois plus de passagers que l'A320 en conservant le même coût par siège de l'A321. Celui-ci sera notamment destiné aux marchés émergents, notamment ceux de l'Inde et de la Chine,. En résumé, avec un coût d'acquisition compétitif et une excellente fiabilité déjà établie, l'A330-300 Régional permettra une exploitation économique, ce qui était précédemment la qualité de l'A300-600. Mais l'appareil peut a priori accueillir plus de passagers que l'A300.
Les caractéristiques de ce modèle seront une MTOW réduite à 199 tonnes permettant de desservir des routes de 5 000 km, avec une cabine densifiée à 400 passagers. La puissance des moteurs sera réduite de 33 à 31 tonnes. Selon Airbus, l'A330-300 Régional serait 12 % moins cher à l'exploitation que le 787-9 sur des routes de 3 700 km.
Le 15 juin 2015, la première commande ferme fut conclue par International Airfinance Corporation (IAC) en faveur de Saudia, pour 20 exemplaires. Il est cependant évident que ce type ne connaît actuellement aucun succès. Le protocole d'accord conclu le 30 juin avec la Chine, qui compte 45 exemplaires et 30 en option, se compose de plusieurs types : « Il y a des A330 Régional mais moins que prévu (Fabrice Brégier) ». Parmi ces A330, 30 exemplaires furent convertis en commandes fermes le 29 octobre 2015. Le nombre d'A330 Régional reste encore inconnu.

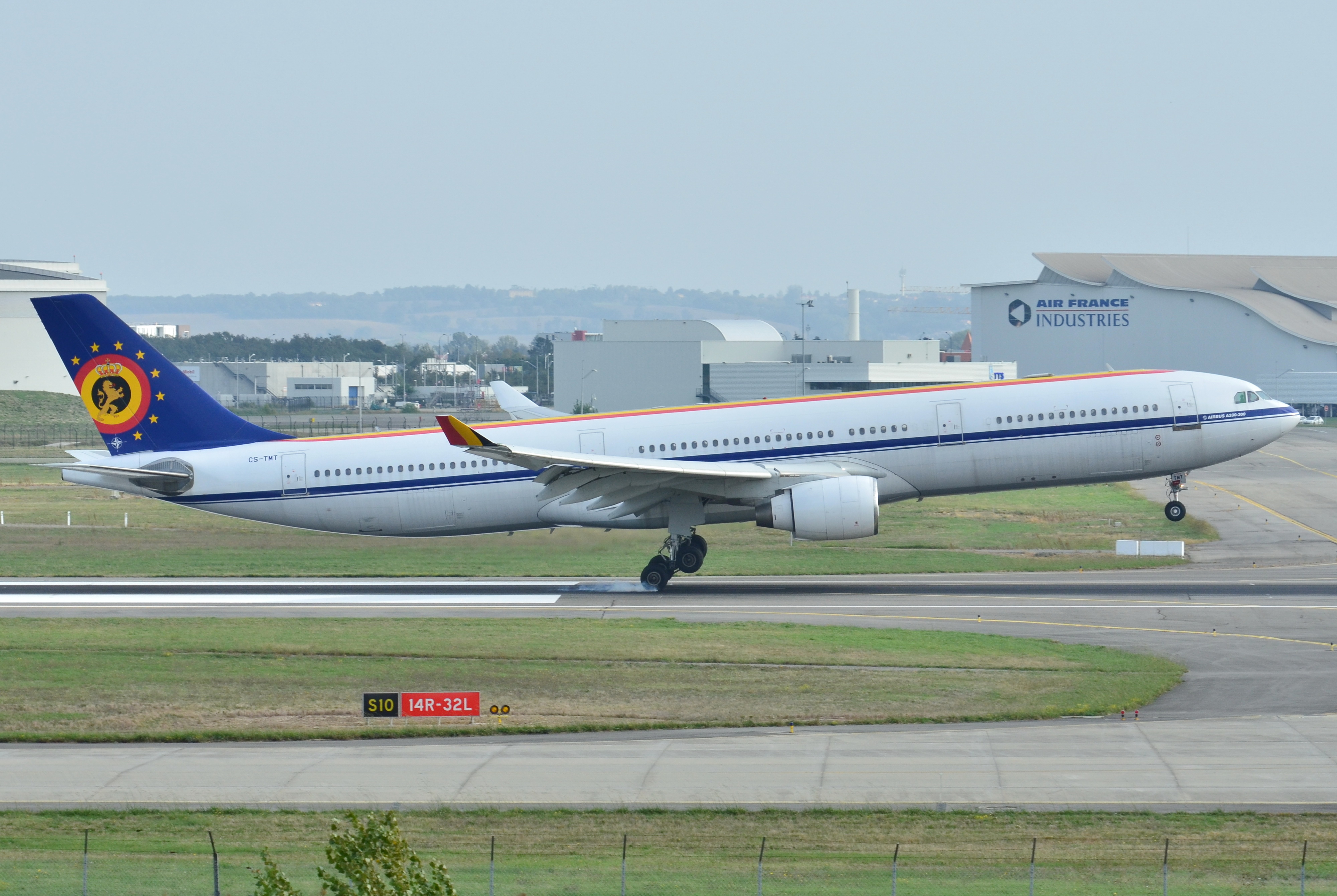
Cet A330 équipa l'armée de l'air belge, jusqu'en avril 2014.

#### ACJ330-300
Airbus propose l'ACJ330-300, la version VIP de l'A330-300, aux compagnies charters ainsi qu'aux gouvernements. Notamment depuis 2013, le constructeur développe la version « Gala » adaptée aux déplacements des très hautes personnalités accompagnées de nombreux officiels et/ou journalistes. Il s'agit d'un aménagement mixte qui est capable de satisfaire ce besoin.
Toutefois, dans cette catégorie, l'autonomie de l'appareil est si importante que les clients préfèrent l'A330-200. C'est la raison pour laquelle aucun ACJ330-300 n'est exploité depuis que celui de la Composante air en Belgique, appareil de Hifly, fut remplacé par un A321 en 2014 en raison du budget gouvernemental.

### A330-500
Initialement désigné sous le nom d'A330-100, puis d'A330-500 à la suite de la modernisation du cockpit développée pour les A340-500/600, ce projet fut conçu comme une version raccourcie à 54,6 m de l'A330, pour 210 à 250 passagers et 13 000 km d'autonomie, destinée à remplacer les A310 et à concurrencer les Boeing 777-100 et 767-200.
À la suite de la proposition en juillet 2000 au salon aéronautique de Farnborough envisageant le lancement du programme à la fin de cette année-là et la mise en service en 2004, CIT Aerospace annonça son intention d'achat pour 15 exemplaires. Le projet fut néanmoins rapidement abandonné, faute de commandes. D'une part, aucune compagnie aérienne potentielle ne trouva ses lignes adaptées à ce modèle ayant moins de capacité ainsi qu'assez d'autonomie. D'autre part, le constructeur avait besoin de mobiliser ses ingénieurs en faveur du nouveau projet de l'A380.
Si ce projet n’a pas été relancé lors du lancement de l’A330neo, Airbus a cependant proposé en juin 2019 une version XLR de l’A321 aux caractéristiques techniques plus adaptées aux besoins des compagnies aériennes.

### A330-743L(Beluga XL)
Le lancement de ce type fut officiellement commenté par Fabrice Brégier le 31 janvier 2013, lors d'un entretien. Il précisa la nécessité de ce développement avec l'ouverture de la chaîne d'assemblage à Mobile (Alabama) et le début de la production de l'A400M. Enfin, le programme A330 Béluga fut formellement lancé le 17 novembre 2014, cinq appareils devraient être produits, le premier devrait être en service en 2019. En comparaison de l'A300B4-608ST, l'aérodynamique de celui-ci sera améliorée grâce à un nouveau cockpit, un nouveau bulbe de fuselage et une nouvelle dérive. Une fois arrivé, cet appareil contribuera drastiquement à améliorer la productivité de l'usine aux États-Unis, située à 7 800 km de Hambourg. Concernant le transport, il faut actuellement 20 jours en bateau, faute d'appareil disponible.
En été 2015, Airbus termina sa sélection des fournisseurs en faveur du Béluga XL. Il s'agit de plusieurs entreprises en France, en Espagne et en Allemagne. Enfin, c'est le Rolls-Royce RB211 Trent 700 qui équipera cet appareil assurant 30 % en plus de capacité que l'A300B4-608ST.
La dénomination Béluga XL fut formellement confirmée par Airbus, pour la première fois le 16 septembre 2015, avec ses spécifications. Les caractéristiques du Beluga XL sont légèrement différentes de l'A330-200. Ainsi sa longueur est de 63,1 m (4 m de plus que la version cargo), sa hauteur est de 18,9 m (2 m de plus qu'un A330), le diamètre du fuselage passe de 5,3 m à 8,8 m, en revanche son envergure est inchangée. Sa masse maximale au décollage est de 227 tonnes (233 tonnes pour l'A330-200F) à comparer aux 155 tonnes de l'actuel Beluga.
En décembre 2015, la production du premier exemplaire commença. Airbus inaugura son assemblage en 2017.
L'assemblage final du premier exemplaire a débuté en décembre 2016 sur la chaîne de l'A330, sans toutefois intégrer le tronçon avant, la dérive et le PHR (Plan Horizontal Réglable). Le tronçon arrière est partiellement découpé sur la partie haute pour recevoir les éléments de structures spécifiques au Beluga XL. Ces derniers seront rajoutés dans le bâtiment destiné à la production des Beluga XL, le L74 situé sur le site Jean-Luc Lagardère (où est aussi situé l'usine de l'A380). Ils y passeront ainsi chacun 18 mois, 12 mois sur un premier poste destiné à l'installation aux modifications structurelles et des systèmes, et 6 mois sur un second poste destiné aux essais et à l'intégration des moteurs. Le premier vol est ainsi prévu en 2018 pour une entrée en service en 2019.

### A330neo ou A330-800 et -900
Airbus a annoncé le 14 juillet 2014, lors du salon aéronautique de Farnborough, le lancement de versions remotorisées de l'A330 baptisées A330neo et ce, afin de compléter l'offre de l'A350 pour mieux concurrencer le B787 de Boeing sur le plan du coût opérationnel par siège, tout en offrant un plus grand confort en classe Économie, grâce à la largeur des sièges. En fait, s'il faut normalement 5 ou 6 ans pour développer un nouveau moteur, le constructeur européen peut profiter du programme de Trent 1000 destiné au B787-10, celui de la dernière génération avec de nombreuses nouvelles technologies. Selon Rolls-Royce, il existe donc moins de risques afin d'adapter ce moteur révisé Trent 7000 à l'A330neo. L'avion se décline en deux versions, A330-800 et A330-900 succédant respectivement aux A330-200 et A330-300.
Les modifications prévoient,, :
- une réduction de la masse totale de 800 kg et une augmentation du rayon d’action de 400 NM (740 km), tout en offrant une économie de carburant de 14 % par siège par rapport à la précédente génération de l'A330 ;
- une optimisation des ailes en portant l'envergure à 64 m, soit 3,7 m de plus que la version existante, avec l'installation d'ailettes marginales dérivées de celles de l'A350 ;
- de nouveaux moteurs Trent 7000, à la base du Trent 1000, aux pylônes redessinés, bénéficiant également des évolutions apportées au Trent XWB pour le rendre plus efficace et plus silencieux que le Trent 700[64],[60] ;
- une offre en sièges plus importante par rapport à la version actuelle, tout en conservant une largeur de 46 cm pour les sièges de classe économique. L’A330-900neo pourra ainsi accueillir 310 passagers (contre 300) et l’A330-800neo 252 (contre 246) ;
- de nouveaux aménagements pour les équipages et les passagers équivalents à ceux de l'A350 (éclairage LED associé à un système de mood-lighting, systèmes de divertissement en vol de 4e génération avec vidéo 3D, etc.).

Le lancement de l'A330neo fut un franc succès avec des intentions d'achat pour 117 appareils lors du salon aéronautique de Farnborough. La première intention d'achat d’A330neo fut celle de la société de leasing Air Lease Corportation pour 25 A330-900neo, qui fut suivie, le lendemain, des sociétés de leasing Avolon et CIT pour 15 exemplaires chacun,.
C'est en novembre 2014 que Delta Airlines conclut la première commande ferme avec 25 exemplaires, et le 31 décembre 2014, Airbus comptait déjà la commande finalisée de 120 appareils. Le développement suivit, en prolongeant la production de la série A330.

## Les avions militaires: ravitailleurs multirôles A330 MRTT, AWACS

### Ravitailleurs A330 MRTT, A330 MRTT E

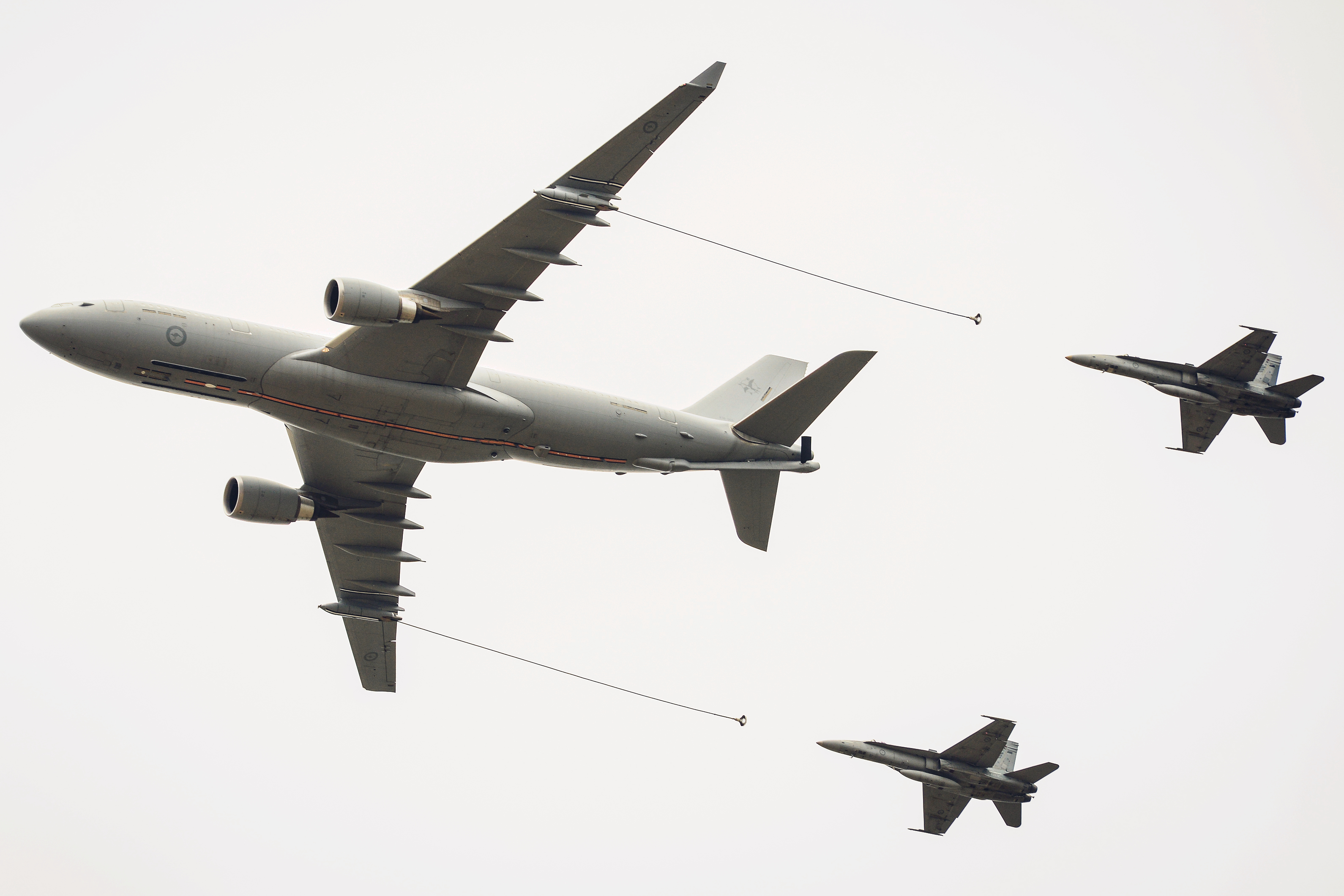
Un A330 MRTT (KC-30A) effectuant la démonstration de ravitaillement, au-dessus de la base Williams de Point Cook près de Melbourne en 2014.

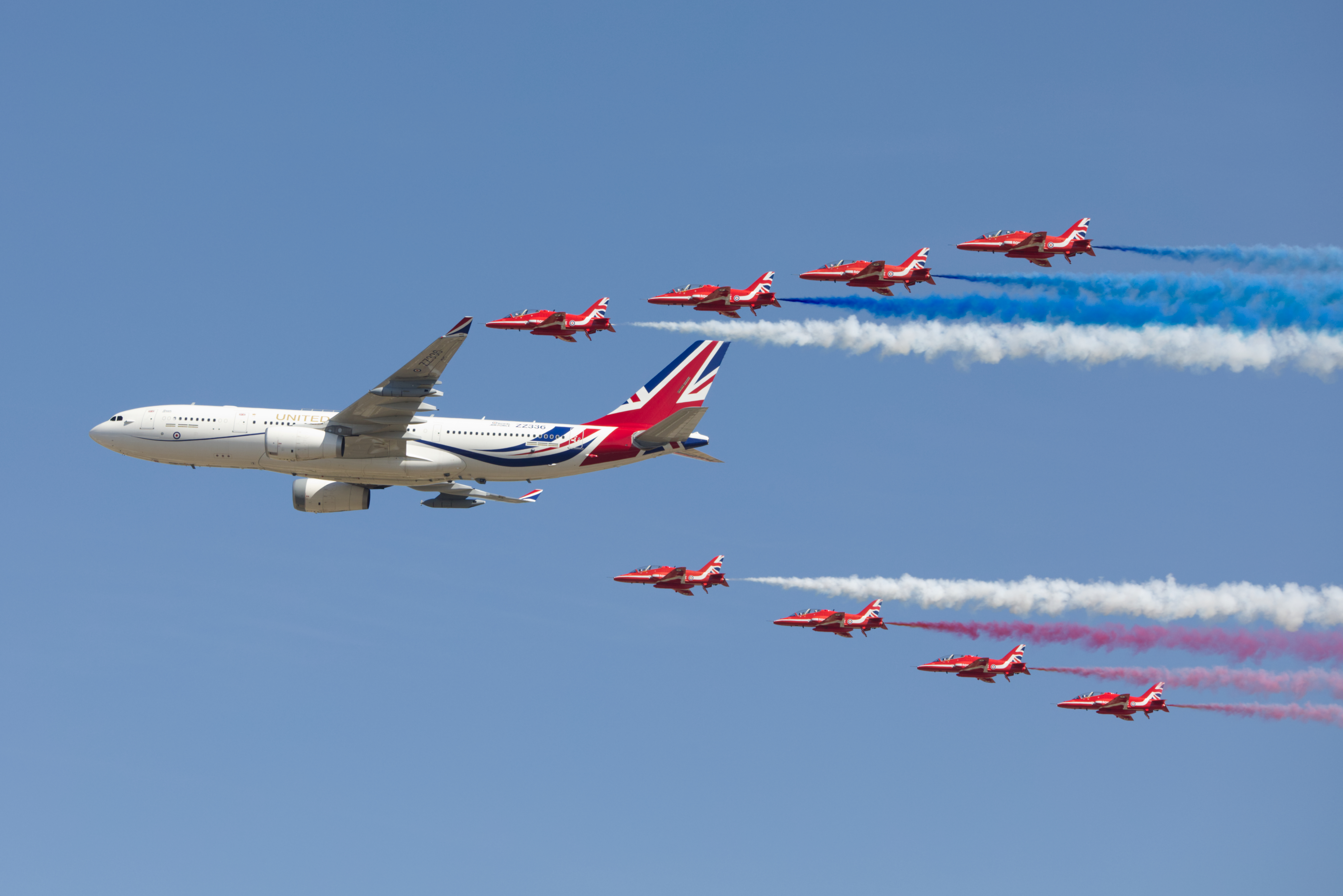
ZZ336, version VIP réservée au gouvernement britannique et à la famille royale d'Angleterre.

En profitant du succès de la conversion de l'A310 MRTT, Airbus lança le programme de l'A330 MRTT, plus performant, à la base du type A330-200 commercial. Le constructeur commença en 2014 à développer l'A330 MRTT E, version améliorée. Tous les appareils conservent entièrement leur cabine. L'A330 MRTT est donc capable de satisfaire simultanément jusqu'à 60 tonnes de ravitaillement et le transport de passagers et de fret.
C'est la raison pour laquelle l'A330 MRTT américain, EADS/Northrop Grumman KC-45 (en), fut choisi par le Pentagone le 29 février 2008 en tant que KC-X, afin de remplacer 179 KC-135 vieillissants. Cette commande illustrée fut néanmoins annulée, à la suite d'un recours de Boeing. L'A330 MRTT demeurera encore en tant que candidat du programme KC-Y ainsi que celui du KC-Z, car il s'agit d'un appareil idéal afin de remplacer les KC-10 vieillissants. Le 31 août 2015, Airbus enregistrait 41 appareils de commandes fermes, réparties sur 7 gouvernements.
Cet appareil est capable d'effectuer le transport VIP. Ainsi, le gouvernement britannique décida, en novembre 2015, de convertir un de ses MRTT en appareil gouvernemental. Cette version VIP assurera des coûts d'exploitation moindres que l'ACJ330, grâce à plusieurs fonctions telles le ravitaillement. L'armée aérienne australienne aussi possèdera deux MRTT VIP en 2018.
En dépit du fait qu'il s'agisse d'un appareil militaire, les habitants de certains pays européens peuvent se déplacer dans la cabine des A330 MRTT, jusqu'aux Îles Malouines, à condition d'obtenir un visa touristique et de respecter quelques règles particulières.

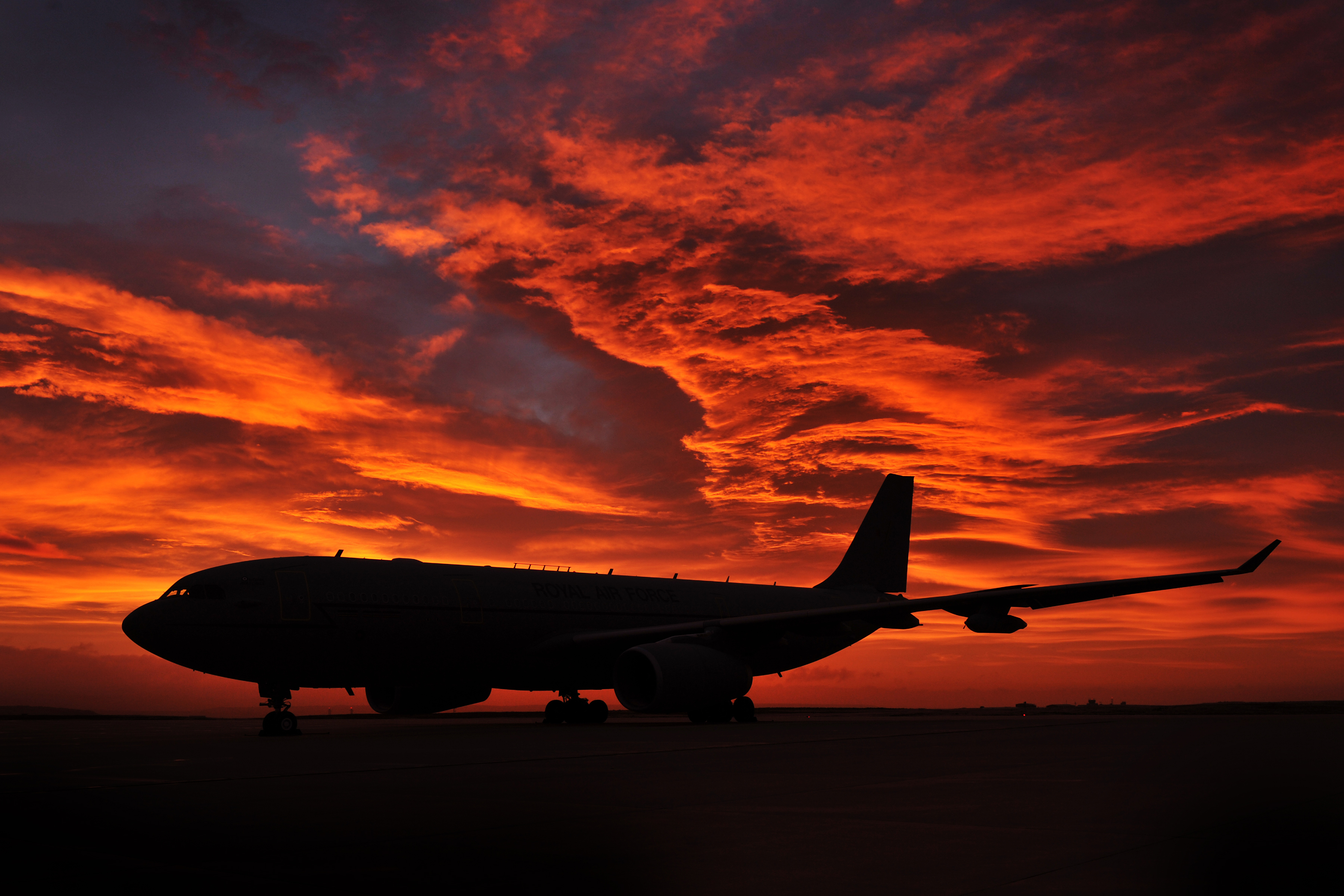
Un A330-243 MRTT Voyager à l’aérodrome de Mount Pleasant, Îles Malouines. S'il est probable que les vols sont normalement assurés par des appareils civils G-VYGG et G-VYGJ, cet exemplaire est l'un des ravitailleurs, en raison des sondes dont il est équipé.

### Plateforme d'AWACS indiens
Le 25 mars 2015, le conseil de l'acquisition militaire indien annonça l'achat de deux A330 ainsi que de 4 exemplaires supplémentaires. Il s'agit d'une nouvelle plateforme de l'avion-radar. La reconfiguration en AWACS sera effectuée à Bangalore, auprès du centre de système aéroporté, sous l'initiative du ministre de la défense. Le projet prévoit deux étapes de commande ferme : 2 premières livraisons en faveur du prototype, puis 4 autres. Le constructeur Airbus devra, quant à lui, modifier la structure de sorte que l'A330 puisse supporter un rotodome de 10 mètres de diamètre.

## Caractéristiques techniques

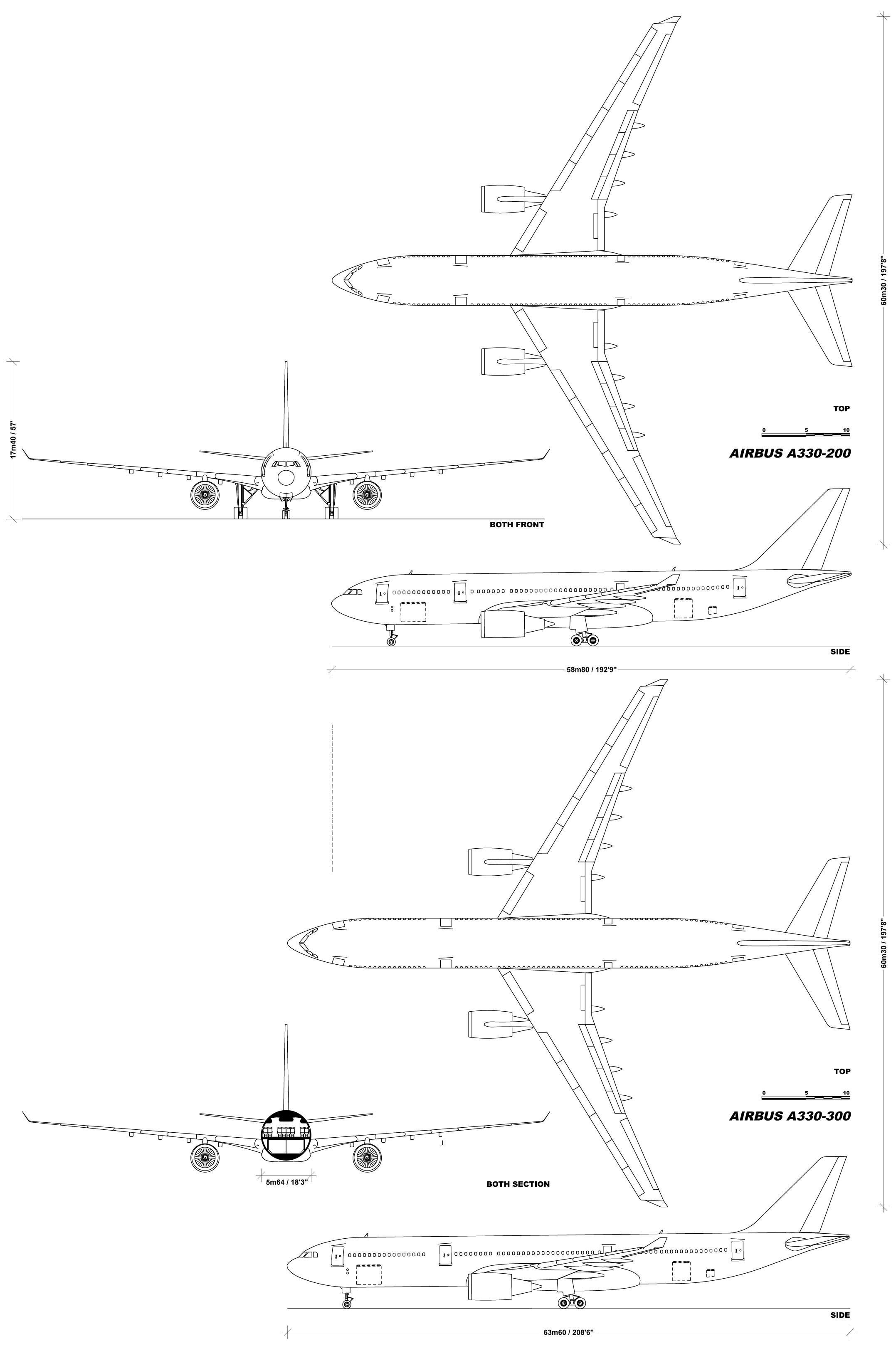
Planche architecturale des A330.

Les caractéristiques techniques des différentes versions de cet appareil sont les suivantes (A330-941) :
| Version                              | A330-200 | A330-200 (242 tonnes) | A330-200F | A330-300 | A330-300 (242 tonnes) | A330-800                 | A330-900                 | A330-900 (251 tonnes)    |
| ------------------------------------ | --- | --- | --- | --- | --- | ------------------------ | ------------------------ | ------------------------ |
| Nombre de sièges                     | 246 (2 classes) 406 max (autorisés) | 246 (2 classes) 406 max (autorisés) | — | 277 (2 classes) 440 max (autorisés) | 277 (2 classes) 440 max (autorisés) | 257 (2 classes) 406 max  | 287 (2 classes) 440 max  | 287 (2 classes) 440 max  |
| Capacité cargo (conteneurs)          | 26 ou 27 LD3 | 26 ou 27 LD3 | 31 palettes + 2 LD3 | 32 ou 33 LD3 | 32 ou 33 LD3 | 27 LD3                   | 33 LD3                   | 33 LD3                   |
| Longueur                             | 58,82 m | 58,82 m | 58,82 m | 63,69 m | 63,69 m | 58,82 m                  | 63,66 m                  | 63,66 m                  |
| Hauteur                              | 17,39 m | 17,39 m | 16,88 m | 16,83 m | 16,83 m | 17,39 m                  | 16,79 m                  | 16,79 m                  |
| Envergure                            | 60,30 m | 60,30 m | 60,30 m | 60,30 m | 60,30 m | 64,00 m                  | 64,00 m                  | 64,00 m                  |
| Surface alaire                       | 361,6 m2 | 361,6 m2 | 361,6 m2 | 361,6 m2 | 361,6 m2 | 361,6 m2                 | 361,6 m2                 | 361,6 m2                 |
| Diamètre du fuselage                 | 5,64 m | 5,64 m | 5,64 m | 5,64 m | 5,64 m | 5,64 m                   | 5,64 m                   | 5,64 m                   |
| Largeur maximale cabine              | 5,28 m | 5,28 m | 5,28 m | 5,28 m | 5,28 m | 5,28 m                   | 5,28 m                   | 5,28 m                   |
| Longueur cabine                      | 45,00 m | 45,00 m | 45,00 m | 50,35 m | 50,35 m | 45,00 m                  | 50,35 m                  | 50,35 m                  |
| Masse maximale au décollage (MTOW)   | 192 - 238 t | 242 t | 227 ou 233 t | 184 - 218 t (auparavant) 184 - 235 t | 242 t | 242 t                    | 242 t                    | 251 t                    |
| Masse maximum à l'atterrissage       | 180 ou 182 t | 182 t | 182 ou 187 t | 174 - 177 t (auparavant) 174 - 187 t | 191 t | 186 t                    | 191 t                    | 191 t                    |
| Masse à vide en ordre d'exploitation | 120 t | ... | 109 t | 129 t | ... | ...                      | ...                      | ...                      |
| Charge utile                         | 49 500 Kg | ... | 70 000 Kg | 46 900 Kg | ... | ...                      | ...                      | ...                      |
| Vitesse de croisière typique         | Mach 0,82 | Mach 0,82 | Mach 0,82 | Mach 0,82 | Mach 0,82 | Mach 0,82                | Mach 0,82                | Mach 0,82                |
| Vitesse de croisière maximum         | Mach 0,86 | Mach 0,86 | Mach 0,86 | Mach 0,86 | Mach 0,86 | Mach 0,86                | Mach 0,86                | Mach 0,86                |
| Rayon d'action maximal               | 12 600 km | 13 400 km | 7 400 km | 10 500 km | 11 300 km | 13 900 km                | 12 130 km                | 13 300 km                |
| Kérosène transportable               | 139 090 ℓ | 139 090 ℓ | 97 530 ou 139 090 ℓ | 97 170 ℓ (auparavant) 97 530 ou 97 885 ℓ | 139 090 ℓ | 139 090 ℓ                | 139 090 ℓ                | 139 090 ℓ                |
| Réacteurs (x2)                       | 2 General Electric CF6-80E1Ax tels les CF6-80E1A4 ou 2 Pratt & Whitney PW416x tels les PW4168A ou 2 Rolls-Royce RB 211 Trent 772-60, 772B-60 ou 772C-60 | 2 General Electric CF6-80E1Ax tels les CF6-80E1A4 ou 2 Pratt & Whitney PW416x tels les PW4168A ou 2 Rolls-Royce RB 211 Trent 772-60, 772B-60 ou 772C-60 | 2 General Electric CF6-80E1Ax tels les CF6-80E1A4 ou 2 Pratt & Whitney PW416x tels les PW4168A ou 2 Rolls-Royce RB 211 Trent 772-60, 772B-60 ou 772C-60 | 2 General Electric CF6-80E1Ax tels les CF6-80E1A4 ou 2 Pratt & Whitney PW416x tels les PW4168A ou 2 Rolls-Royce RB 211 Trent 772-60, 772B-60 ou 772C-60 | 2 General Electric CF6-80E1Ax tels les CF6-80E1A4 ou 2 Pratt & Whitney PW416x tels les PW4168A ou 2 Rolls-Royce RB 211 Trent 772-60, 772B-60 ou 772C-60 | 2 Rolls-Royce Trent 7000 | 2 Rolls-Royce Trent 7000 | 2 Rolls-Royce Trent 7000 |
| Poussée (x2)                         | 302 - 320 kN | 302 - 320 kN | 302 - 320 kN | 302 - 320 kN | 302 - 320 kN | 303 - 320 kN             | 303 - 320 kN             | 303 - 320 kN             |

L'A330 est toujours amélioré. L'A330-300 étant capable de décoller avec 242 tonnes de masse maximum remplace idéalement la première version de l'A330-200, construite dans les années 1990, en profitant de plus de sièges ainsi que de plus de flexibilité d'exploitation. De plus, cette version couvrirait, en 2015, 94 % du marché du B777-200ER.

## Commandes et livraisons
| A330-200  | 668  | 10  | 658  | 2  | 3  | 5  | 3  | 5  | 7  | 14 | 16 | 21 | 30  | 28  | 43  |
| A330-200F | 38   | 0   | 38   |    |    |    |    |    |    |    | 2  | 3  | 3   | 5   | 8   |
| A330-300  | 784  | 8   | 776  |    |    | 4  | 1  | 1  | 5  | 32 | 49 | 42 | 70  | 75  | 57  |
| A330-800  | 12   | 5   | 7    |    |    | 3  | 1  | 3  |    |    |    |    |     |     |     |
| A330-900  | 363  | 217 | 146  | 30 | 29 | 20 | 13 | 10 | 41 | 3  |    |    |     |     |     |
| Total     | 1865 | 240 | 1625 | 32 | 32 | 32 | 18 | 19 | 53 | 49 | 67 | 66 | 103 | 108 | 108 |

| Livraisons |      |      |      |      |      |      |      |      |      |      |      |      |      |      |      |      |      |      |      |      |
| Type       | 2012 | 2011 | 2010 | 2009 | 2008 | 2007 | 2006 | 2005 | 2004 | 2003 | 2002 | 2001 | 2000 | 1999 | 1998 | 1997 | 1996 | 1995 | 1994 | 1993 |
| ---------- | ---- | ---- | ---- | ---- | ---- | ---- | ---- | ---- | ---- | ---- | ---- | ---- | ---- | ---- | ---- | ---- | ---- | ---- | ---- | ---- |
| A330-200   | 37   | 40   | 32   | 38   | 49   | 42   | 39   | 29   | 25   | 19   | 36   | 16   | 27   | 40   | 12   |      |      |      |      |      |
| A330-200F  | 8    | 4    | 5    |      |      |      |      |      |      |      |      |      |      |      |      |      |      |      |      |      |
| A330-300   | 56   | 43   | 50   | 38   | 23   | 26   | 23   | 27   | 22   | 12   | 6    | 19   | 16   | 4    | 11   | 14   | 10   | 30   | 9    | 1    |
| Total      | 101  | 87   | 87   | 76   | 72   | 68   | 62   | 56   | 47   | 31   | 42   | 35   | 43   | 44   | 23   | 14   | 10   | 30   | 9    | 1    |

## Accidents et incidents aériens impliquant des A330
L'Airbus A330 possède un taux de crash fatals par million de vols de 0,27. À titre de comparaison, le Boeing 767 équivalent présentait un taux de 0,30 accident.
Le 30 juin 1994, un A330-321 d'Airbus, effectuant le vol 129, s'écrase au décollage à Toulouse lors d'un test d'arrêt moteur nécessaire à la certification, tuant les sept personnes à bord. Par la suite, Airbus a conseillé aux opérateurs d'A330 de déconnecter le pilote automatique et de limiter l'assiette en tangage en cas de panne de moteur à basse vitesse.
Le 24 août 2001, le vol Air Transat 236 reliant Toronto et Lisbonne se pose en catastrophe sur la base aérienne de Lajes, dans les Açores en raison d'une panne de carburant ne faisant aucune victime parmi les 306 passagers et membres d'équipage à bord.
Le 7 octobre 2008, le vol Qantas 72 reliant Singapour à Perth, dans l'ouest de l'Australie, fait un atterrissage d'urgence à l'aéroport de Learmonth, en Australie, à la suite d'une anomalie dans le fonctionnement du pilote automatique et du système de référence inertielle ayant entraîné plusieurs manœuvres non maîtrisées, causant 12 blessés graves et 103 blessés légers parmi les 315 personnes à bord.

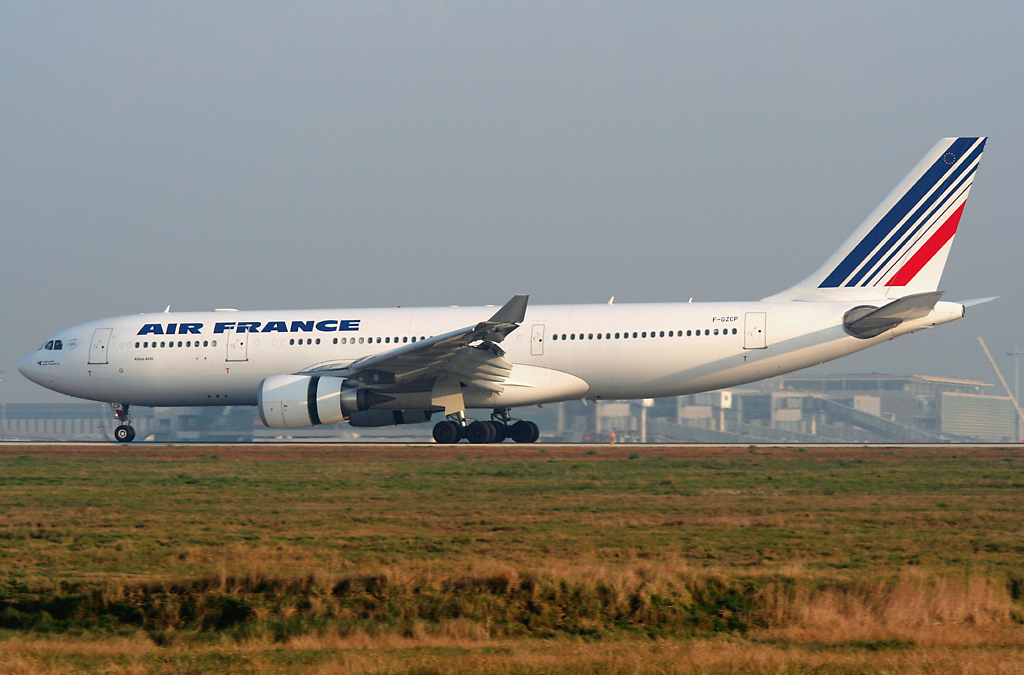
L'Airbus A330 d'Air France qui s'est abimé en mer en juin 2009.

Le 1er juin 2009, l'A330 connaît son premier accident mortel en vol commercial lorsque l'A330-200 du vol Air France 447 s'abîme à mi-chemin entre Rio de Janeiro et le Sénégal. Les premiers débris de l'avion ont commencé à être retrouvés une semaine après l'accident, ainsi que quelques corps. Au total, 228 personnes sont mortes dans l'accident. L'enquête, qui est très médiatisée, se heurte aux problèmes de l'isolement du lieu de l'accident et de la profondeur de l'océan (3 900 m) dans cette zone rendant très difficile la récupération des boîtes noires. Les tubes Pitot ont été mis en cause, mais sans aucune certitude. Les boîtes noires ont révélé une manœuvre inappropriée des pilotes face à un décrochage sévère sous une incidence de 16°, manœuvre résultant de la perte d'informations décisives et du déclenchement erratique d'une alerte de décrochage.
Le 13 avril 2010, l'A330-300 assurant le vol Cathay Pacific 780 subit une double panne moteur alors qu'il approche de l'aéroport international de Hong Kong. L'avion effectue un atterrissage d'urgence à une vitesse presque deux fois plus rapide qu'un atterrissage normal. Les 322 personnes à bord sont sauvées. L'analyse de l'avion a démontré que les systèmes d'alimentation en carburant des moteurs ont été contaminés par de fines particules microscopiques. La contamination du carburant, chargé à Surabaya durant une escale, a donc progressivement endommagé les deux moteurs de l'avion, jusqu'à leur arrêt total.
Le 12 mai 2010, le vol Afriqiyah Airways 771 s'écrase à 6 h 10 heure locale (4 h 10 UTC) lors de son atterrissage sur l'aéroport international de Tripoli, à la suite d'une erreur de pilotage. Il effectuait une liaison entre Johannesburg et Tripoli. Sur 104 personnes à bord, seul un enfant a survécu.
Le 23 octobre 2022, le vol Korean Air 631, un A330-300 opérant entre Séoul à Cebu, sort de la piste et percute les antennes de l'ILS, lors d'un atterrissage de nuit par mauvais temps ; il n'y a eu ni morts ni blessés parmi les 173 passagers et membres d'équipage à bord, malgré les dommages considérables subis par l'appareil.